# Sybra novaebritanniae
Sybra novaebritanniae là một loài bọ cánh cứng trong họ Cerambycidae.